# Stade Royal Bafokeng
Le Royal Bafokeng Stadium est un stade d'Afrique du Sud situé à Phokeng, en banlieue de Rustenburg dans la Province du Nord-Ouest. Il est consacré au rugby à XV et au football.

## Histoire
Inauguré en 1999, il a été totalement financé par la communauté des Bafokengs, dont l'entité administrative, la « Nation Royale Bafokeng », possède les meilleures mines de platine au monde. Le stade est situé à 90 minutes en voiture de Johannesbourg.
C'est un des stades retenus pour la coupe du monde de football de 2010. 
Pour cet événement, la capacité du stade a été portée à 42 000 places. Peu de modifications ont été nécessaires pour qu'il remplisse les critères d'acceptation de la FIFA (ajout de la tribune ouest, électronique ...).
C'est le Stade Bafokeng qui aurait inspiré Shigeru Miyamoto pour les décors du célèbre jeu Mario Kart.

## Coupe du monde de football 2010
- 12 juin 2010 à 20h 30- Groupe C -  Angleterre 1-1  États-Unis
- 15 juin 2010 à 13h 30- Groupe F -  Nouvelle-Zélande 1-1  Slovaquie
- 19 juin 2010 à 16h 00- Groupe D -  Ghana 1-1  Australie
- 22 juin 2010 à 16h 00- Groupe A -  Mexique 0-1  Uruguay
- 24 juin 2010 à 20h 30- Groupe E -  Danemark 1-3  Japon
- 26 juin 2010 à 20h 30- Huitièmes de finale  États-Unis 1-2  Ghana